# Rembrandt's J'accuse
Pour plus de détails, voir Fiche technique et Distribution.
Rembrandt's J'Accuse est un film documentaire néerlandais, allemand et finlandais, réalisé par Peter Greenaway, sorti en 2008.

## Synopsis
Le documentaire critique l'incapacité à savoir déchiffrer des images, au moyen d'une enquête sur le contexte qui a entouré la création de La Ronde de nuit par Rembrandt. Greenaway expose les raisons du complot ayant mené au meurtre et les mobiles de tous les personnages qui ont conspiré à tuer pour la satisfaction de leurs avantages personnels combinés.
Le film est considéré comme la suite de La Ronde de nuit de Greenaway, un film de fiction sur Rembrandt sorti un an auparavant et qui réunissait déjà la plupart des mêmes acteurs autour des mêmes décors.

## Fiche technique
- Réalisateur : Peter Greenaway
- Producteurs : Bruno Felix et Femke Wolting
- Musique : Marco Robino et Giovanni Sollima
- Langue originale : anglais

## Distribution
- Martin Freeman : Rembrandt
- Eva Birthistle : Saskia
- Jodhi May : Geertje
- Emily Holmes : Hendrickje
- Jonathan Holmes : Ferdinand Bol
- Michael Teigen : Carel Fabritius
- Natalie Press : Marieke